# Ирголи
Ирголи (итал. Irgoli) је насеље у Италији у округу Нуоро, региону Сардинија.
Према процени из 2011. у насељу је живело 2221 становника. Насеље се налази на надморској висини од 25 м.

## Становништво
| 1936. | 1951. | 1961. | 1971. | 1981. | 1991. | 2001. | 2011. |
| ----- | ----- | ----- | ----- | ----- | ----- | ----- | ----- |
| 1.292 | 1.745 | 2.006 | 1.888 | 2.069 | 2.269 | 2.294 | 2.345 |